# Chiesa in Valmalenco
Chiesa in Valmalenco là một đô thị ở tỉnh Sondrio trong vùng Lombardia của Italia, có vị trí khoảng 100 km về phía đông bắc của Milano và khoảng 11 km về phía bắc của Sondrio, ở biên giới với Thụy Sĩ. Tại thời điểm ngày 31 tháng 12 năm 2004, đô thị này có dân số 2.714 người và diện tích là 114.8 km².
Chiesa in Valmalenco giáp các đô thị: Buglio in Monte, Caspoggio, Lanzada, Sils im Engadin/Segl (Thụy Sĩ), Stampa (Thụy Sĩ), Torre di Santa Maria, Val Masino.